# Kapitán Nemo (odboj)

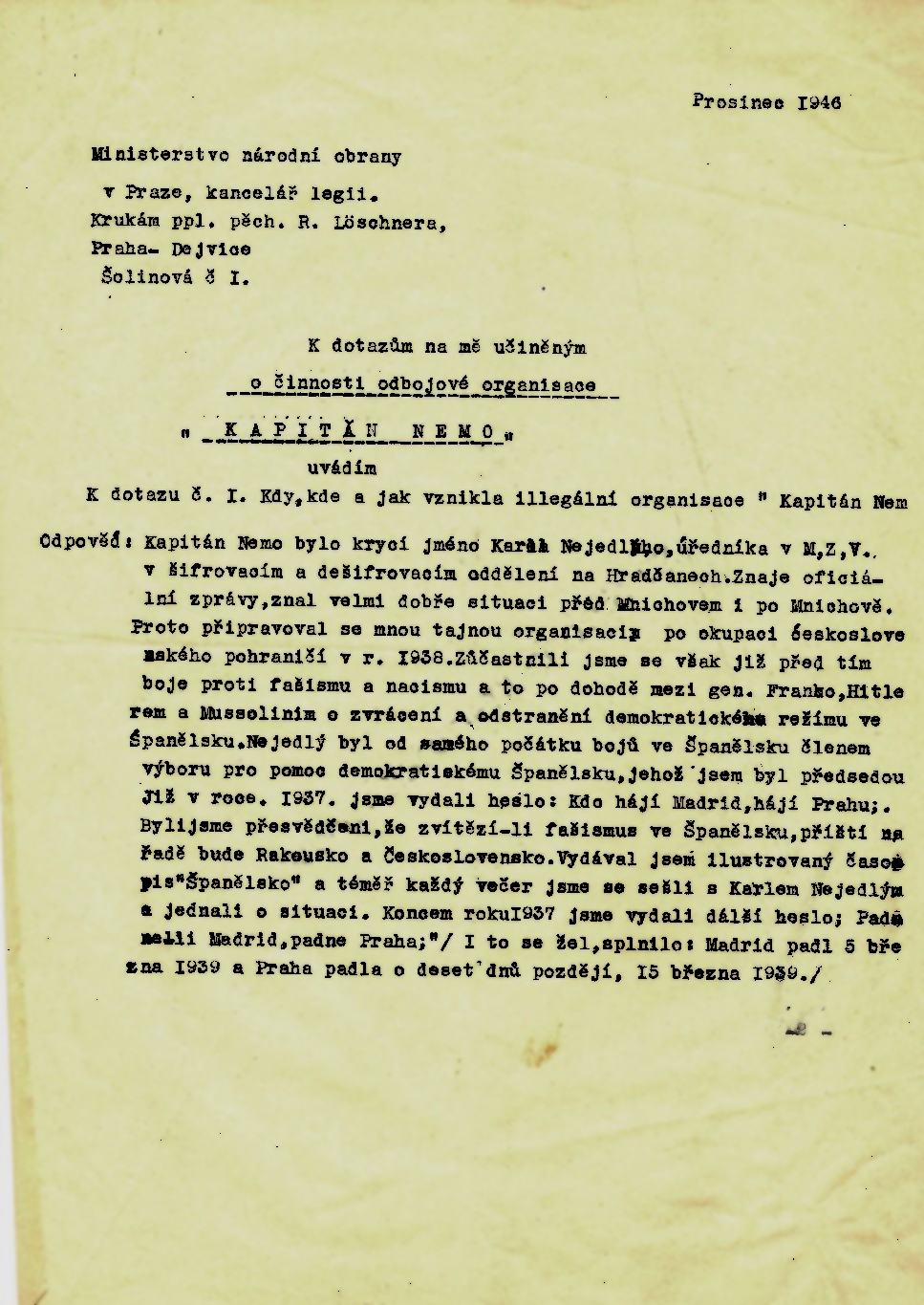
Zpráva o činnosti organizace - strana první

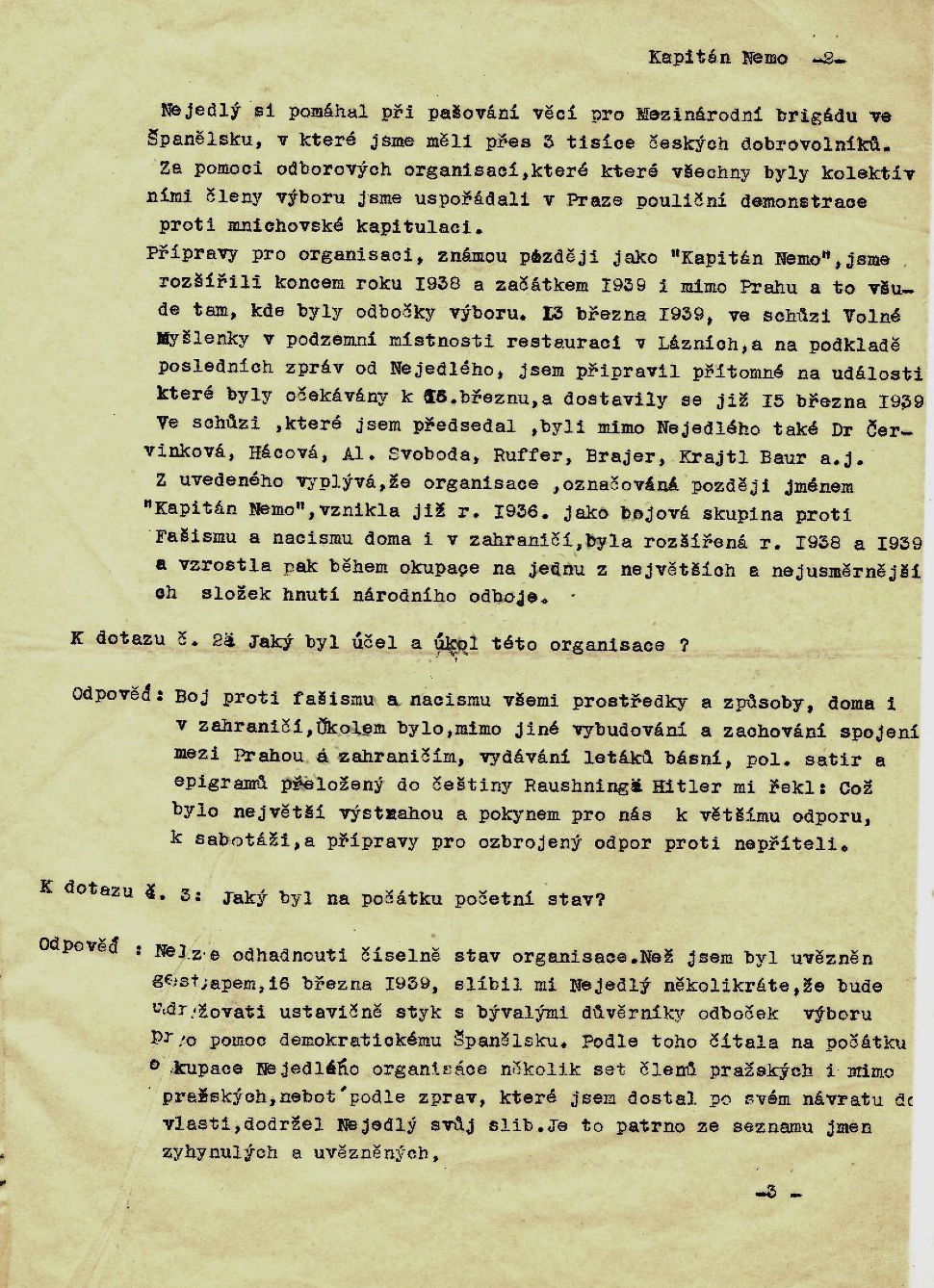
Zpráva o činnosti organizace - strana druhá

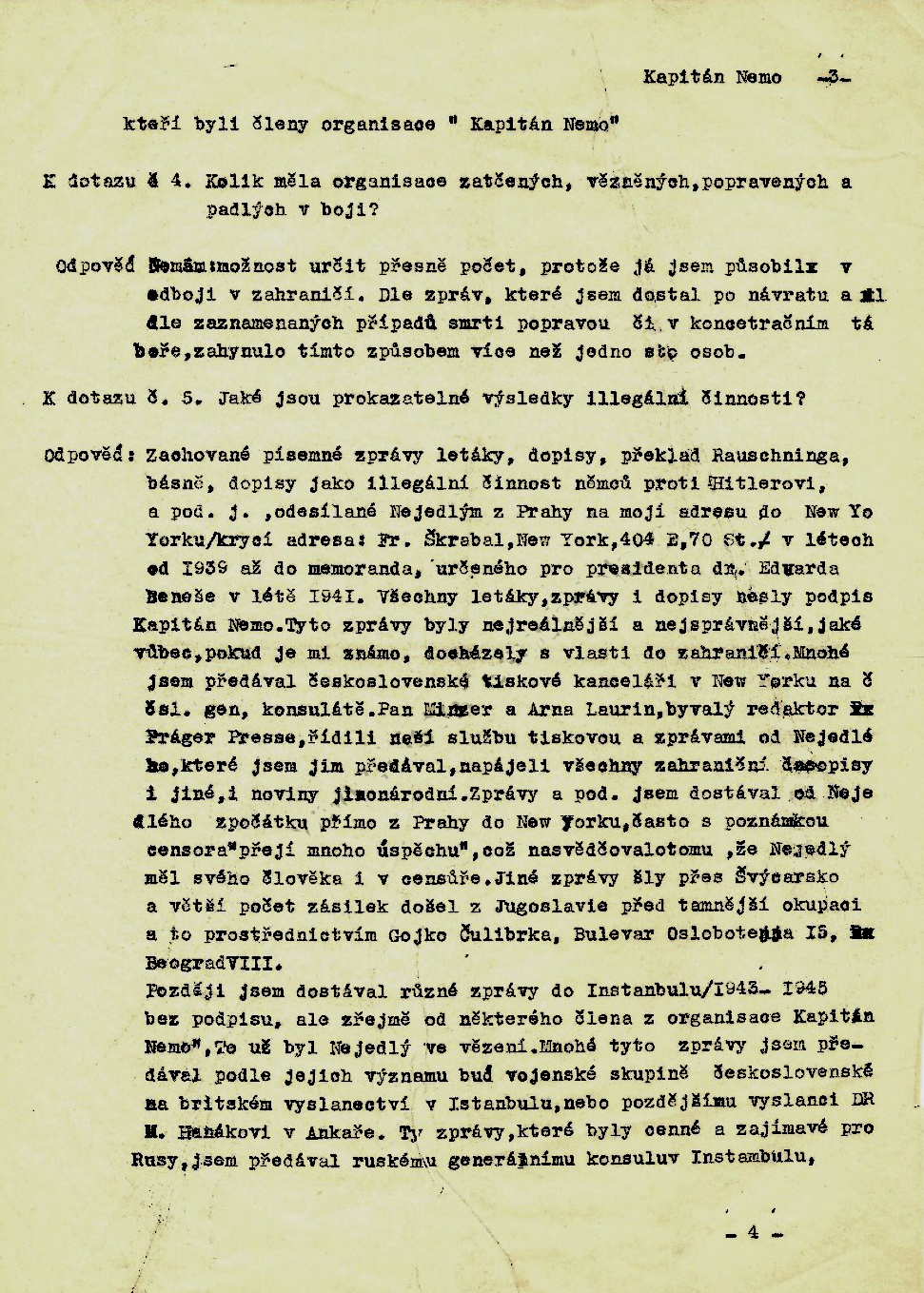
Zpráva o činnosti organizace - strana třetí

Kapitán Nemo byl název protinacistické levicově zaměřené odbojové organizace působící v Protektorátu Čechy a Morava. Organizace byla založena v roce 1936, ještě před odjezdem Emanuela Vosky, který se na jejím vzniku podílel, do USA. Vedením organizace byl pověřen Karel Nejedlý, bývalý pracovník šifrovacího odboru ministerstva vnitra.

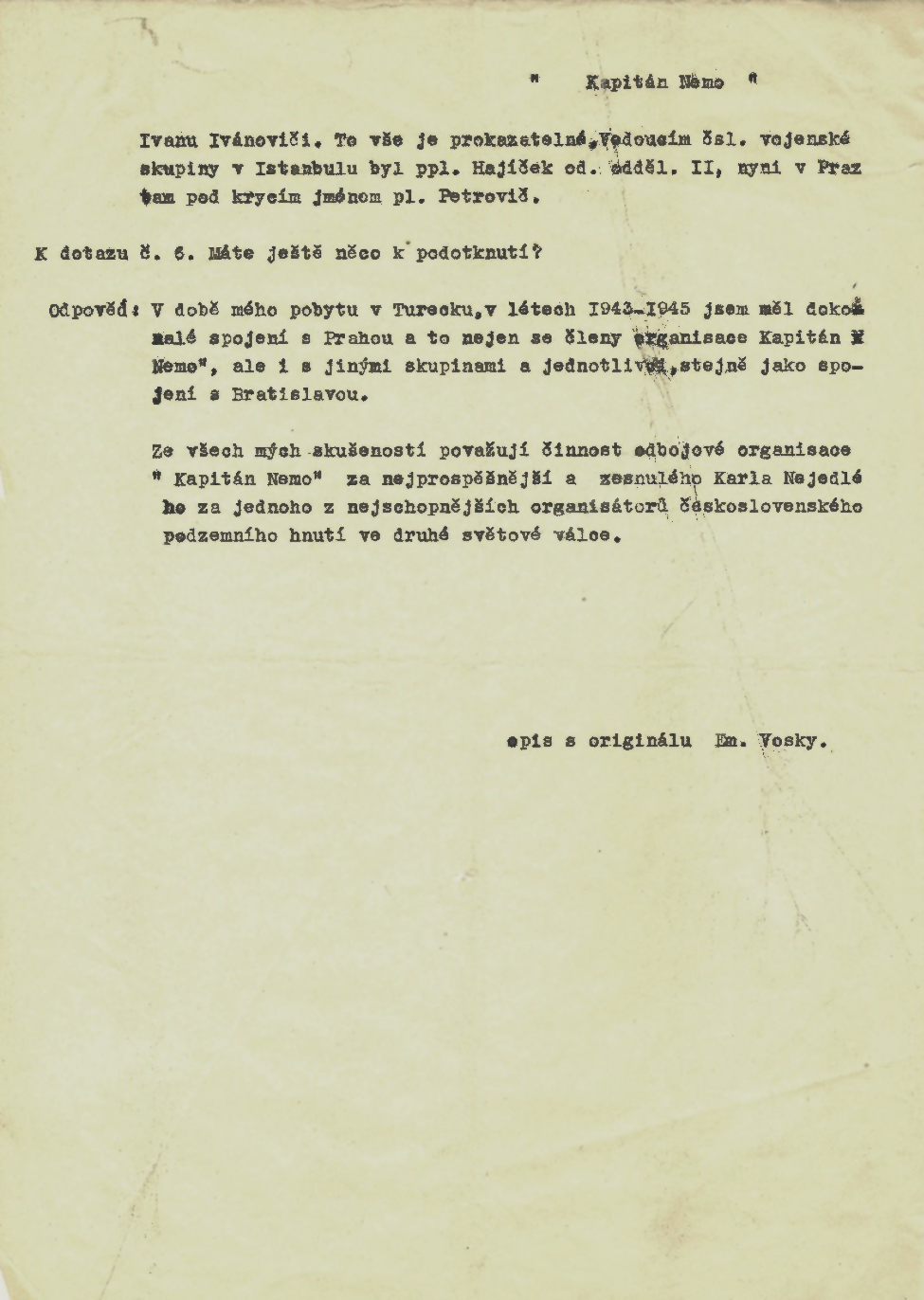
Zpráva o činnosti organizace - strana čtvrtá

## Historie

### Funkční období organizace

#### První republikaa pomoc Španělsku
Organizace neoficiálně existovala již před začátkem války. Jako součást výboru pro pomoc demokratickému Španělsku vznikla již roku 1936, kdy byl Emanuel Viktor Voska předsedou výboru a Karel Nejedlý členem. V té době se zaměřovala na boj proti fašismu ve Španělsku. Její činnost zahrnovalo pašování zásob mezinárodní brigádě bojující ve Španělsku, ve které bylo přes 3 tisíce československých dobrovolníků, vydávání antifašistického časopisu Španělsko či organizace humanitární pomoci. Důvodem, proč se organizace zaměřovala na pomoc Španělsku, byla obava z rozšíření fašistické ideologie do zbytku Evropy. V této době vzniklo heslo „Padne-li Madrid, padne Praha“.

#### Druhá republikaa zabrání pohraničí
Jelikož byl Karel Nejedlý pracovníkem šifrovacího odboru ministerstva vnitra, byl dokonale informován o situaci před Mnichovskou dohodou i po ní. Koncem roku 1938, po zabrání československého pohraničí, začal on i jeho druzi připravovat potenciální zázemí pro odbojovou organizaci. Klíčové bylo získat co nejvíce kontaktů v různých odvětvích. Neoficiálními členy se tak stali lidé z několika důležitých úřadů. Kontakty získali v pražském ředitelství pošt a telegrafů, v různých institucích a průmyslových podnicích, později mezi úředníky protektorátních ministerstev či v rozhlase. Nejedlého síť se později napojila i na síť mjr. Rošického, která se zabývala vojenským zpravodajstvím, na redaktory ilegálního Rudého práva a posléze i k sítí ÚVOD.

#### Oficiální založení
Na schůzi Volné myšlenky, které předsedal Emanuel Viktor Voska a která se odehrávala v podzemní místnosti restaurace v Lázních, byly přítomným členům organizace předloženy dokumenty získané Karlem Nejedlým o zabrání zbytku Československa 15. března 1939 nacistickými vojsky. Přítomní, zakladatelé skupiny Emanuel Viktor Voska, Karel Nejedlý, Červinková, Hácová, Alois Svoboda, Ruffer, Brajer a Krautl Bauer, se shodli, že situace je nyní kritická, a již nesmí dále čekat. Organizace, označována později jménem Kapitán Nemo, oficiálně vznikla ještě ten den, 13. března 1939. Tento den je označován jako oficiální den založení skupiny.

#### Rozpuštění skupiny
K likvidaci skupiny přikročilo gestapo nejprve na podzim 1941. Nejedlému se podařilo skrývat až do jara 1942, kdy byl při další vlně zatýkání 27. května, ten samý den, kdy byl českými parašutisty Jozefem Gabčík a Janem Kubišem spáchán atentát na zastupujícího říšského protektora Reinharda Heydricha, společně s dalšími příslušníky skupiny zatčen. Není zcela jasné, proč gestapo zatklo právě Nejedlého, ale v nepodepsaném dopise, který dostala manželka Karla Nejedlého Zdena Nejedlá, se píše o jistém Ladislavu Vaňkovi jako o zrádci, který gestapo na Karla Nejedlého nasměroval. Zatčení byli dopraveni do Petschkova paláce, kde byli vězněni a mučeni několik měsíců. V září roku 1942 vězněný Ladislav Vaněk, vyzradil gestapu totožnost Karla Nejedlého jakožto Kapitána Nemo. Po tomto zjištění nacisté převezli Nejedlého do Terezína. Organizace nebyla nikdy oficiálně rozpuštěna, ale po zatčení většiny vedení a dalších členů byla významně omezena její činnost. Část odbojářů, kteří přečkali zatýkání, později založila odbojovou skupinu Bílá lvice, nebo přešla do jiných odbojových skupin.

#### Poválečné období
Organizace oficiálně ukončila veškerou svou činnost po osvobození celého Československa Rudou armádou a spojeneckými vojsky. Později se stala součástí Československého svazu protifašistických bojovníků. Osudy jednotlivých členů jsou, až na výjimky, neznámé. Ze zprávy sepsané Emanuelem Viktorem Voskou v prosinci 1946, ve které popisuje a informuje o většině aspektech organizace, se ale píše o více než stovce členů, včetně samotného Karla Nejedlého, kteří byli zavražděni v koncentračních táborech. Dále velké množství členů zemřelo při pražském povstání mezi dny 5. až 9. května 1945. Z toho je možné usoudit, že se většina nejaktivnějších členů nedožila konce války. Emanuelu Viktoru Voskovi zachránil život exil. Když se mu podařilo uniknout za hranice protektorátu, pobýval nejprve ve Spojených státech amerických a později v Turecku, kde strávil poslední dva roky války. Po celou dobu stále podporoval československý odboj. Po návratu do Československa opět začal podnikat, zabýval se dovozem psacích strojů. Zapojil se i do veřejného života, stal se předsedou obnovené Společnosti pomoci demokratickému Španělsku. Jako volnomyšlenkář se angažoval také ve Svazu občanů bez vyznání, což byla nekomunistická platforma československých ateistů. Jako zpravodajský důstojník prvního a druhého odboje a pro své vazby na španělské interbrigadisty se stal předmětem zájmu Státní bezpečnosti. V roce 1950 byl zatčen. Ve vykonstruovaném procesu byl v roce 1954 odsouzen na deset let vězení. V procesu s Rudolfem Slánským v listopadu 1952 byly dopisy nalezené při domovní prohlídce a jeho výpověď při zatčení použity jako důkazy proti Otto Šlingovi. V roce 1960 byl jako těžce nemocný, krátce před svou smrtí, podmínečně propuštěn. Karel Nejedlý zemřel v Malé pevnosti 19. února 1945. Manželka Karla Nejedlého Zdena Nejedlá válku přežila.

## Chod a funkce organizace

### Členové

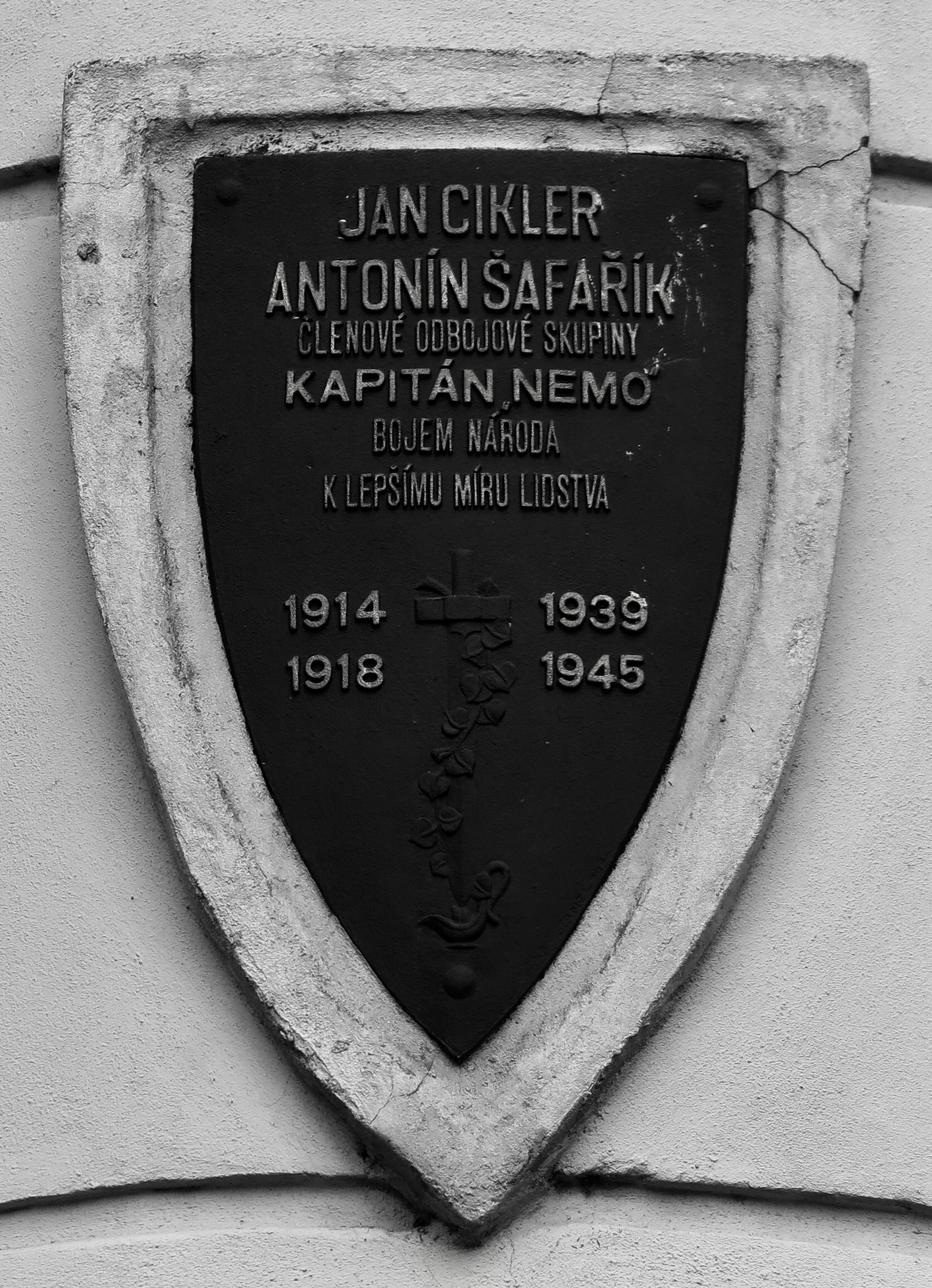
Pomník odbojářům na rohu Svatoslavovy ulice

Organizace měla díky diplomatickým schopnostem a pozici Karla Nejedlého na ministerstvu zahraničních věcí několik stovek členů ještě dávno před tím, než proběhla okupace zbytku Československa nacistickými vojsky. Tím, že získávaly kontakty a spojence v různých státních úřadech či institucích, se počet členů neustále zvyšoval. Nakonec měla skupina větve i v dalších zemích Evropy i zbytku světa. Byly aktivní například v Jugoslávii, Spojených státech či v Bulharsku.  

### Účel organizace
Účelem organizace byl boj proti fašismu a nacismu všemi prostředky a způsoby, v Československu i v zahraničí. Organizace se zaměřovala na získávání informací zpravodajského charakteru zejména z protektorátních úřadů, ale i informací z průmyslu. K jejich předávání Spojencům byla využívána jednak vysílačka Sparta, ale i kurýrní cesty přes Slovensko, Maďarsko a Jugoslávii či přes neutrální Švédsko. Další informace byly posílány na Voskovu krycí adresu v New Yorku. Některé z těchto informací využíval Voska k protiněmecké propagandě v USA. Z oblasti defenzivního zpravodajství skupina prováděla sledování kolaborantů a shromažďování informací o ostraze a vojenské ochraně důležitých průmyslových podniků. 
Dále bylo na pomyslném seznamu vydávání letáků, protinacistických básní, satir, epigramů, knih a časopisu K situaci, který skupina vydávala od roku 1939 do května 1942. Skupina také přeložila a distribuovala celé dílo Hermanna Rauschninga Gespräche mit Hitler (v češtině vyšlo pod titulem Mluvil jsem s Hitlerem). Mezi distribuovanými básněmi byly jak práce zahraničních básníků, tak i Karla Nejedlého samotného.

### Výsledky ilegální činnosti
Organizaci se podařilo udržet stabilní komunikaci s exilovou vládou Československa v Londýně po celou dobu války. Edvardu Benešovi bylo z Prahy posláno nespočet dopisů a telegramů obsahujících zprávy o přesunech německých jednotek na území protektorátu, mapy zásobovacích tratí a železnic, seznamy zbraní, kterých se organizace zmocnila, či podrobné zprávy o odbojové činnosti. Všechny zprávy a dopisy nesly podpis Kapitána Nema. Některé tyto zprávy byly Emanuelem Viktorem Voskou, který byl v této době též v exilu a který všechny zprávy předával dál vládě, předány tisku a otisknuty v mezinárodních časopisech a novinách. Zprávy nebyly nikdy cenzurované, což napovídá, že se Nejedlému povedlo dostat na úřad cenzora svého člověka, který vše vždy propustil. Dokonce ke zprávám vždy připsal „hodně štěstí”. Toto pokračovalo i mezi léty 1943–1945, kdy už byl Nejedlý ve vězení. Zprávy zřejmě posílal jiný člen organizace. Informace byly poskytovány nejen vládě v exilu, ale také britské tajné službě, Rusům i Američanům. Organizaci lze také připsat nespočet úspěšně provedených sabotáží na železnicích, zásobovacích tratích, zničení německých vozidel či ukradení zbraní. V neposlední řadě organizace tiskla již zmíněné letáky a básně.

## Poválečná činnost
V listopadu 1945 se uskutečnila seznamovací schůzka všech členů organizace Kapitán Nemo a pozůstalých. Schůzky se zúčastnil i E. Voska, který zhodnotil ilegální činnost skupiny. Přítomní poté odsouhlasili vstup skupiny do Svazu národní revoluce.